# Peter Krause (Autor)
Peter Krause (* 11. Dezember 1957 in Schleswig) ist ein deutscher Journalist und Autor.

## Leben
Peter Krause besuchte die Freie Waldorfschule in Rendsburg und studierte an der Freien Hochschule in Stuttgart Pädagogik sowie am Priesterseminar der Christengemeinschaft Theologie. Später absolvierte er beim Institut für Lernsysteme ein Studium der Betriebswirtschaftslehre.
Als Autor beschäftigt er sich vor allem mit Wirtschaft und Medizin. Daneben ist er autorisierter Biograf von Declan und Margrit Kennedy sowie von Bernard Lietaer.
Er lebt in Herdecke und Moser River (Kanada).

## Bücher (Auswahl)
- Das Yin und Yang des Geldes – Bernard Lietaers ganzheitliche Sicht auf Wirtschaft, Geld und Leben, Neue Erde Verlag, Saarbrücken 2024, ISBN 978-3-89060-851-8
- Anthroposophische Grundlagen der biologisch-dynamischen  Landwirtschaft, Info3-Verlag, Frankfurt 2022, ISBN 978-3-95779-163-4
- Sieben Generationen – Eine alte indigene Weisheit für die Welt von heute und morgen, Neue Erde Verlag 2022, ISBN 978-3-89060-817-4
- Bernard Lietaer, BoD, Norderstedt 2021, ISBN 978-3-7534-4333-1
- Declan Kennedy, Oekom-Verlag, München 2020, ISBN 978-3-96238-241-4
- Margrit Kennedy, Oekom–Verlag, München 2020, ISBN 978-3-96238-202-5
- Leben in der Todesnähe, info3–Verlag, Frankfurt 2019, ISBN 978-3-95779-100-9
- Genug – Das Maß des Menschen und das Maß des Lebens, Flensburger–Hefte–Verlag, Flensburg 2016, ISBN 978-3-945916-12-4
- Die Menschheit des Menschen, Flensburger–Hefte–Verlag, Flensburg 2015, ISBN 978-3-945916-06-3
- Arm und Reich – Die Spaltung von Welt und Leben, Flensburger–Hefte–Verlag, Flensburg 2014, ISBN 978-3-935679-91-6
- Mitwelt erleben – Die Welt und wir sind eins, Flensburger–Hefte–Verlag, Flensburg 2014, ISBN 978-3-935679-98-5
- Natur und Mensch, Flensburger–Hefte–Verlag, Flensburg 2013, ISBN 978-3-935679-87-9
- Ware Mensch – In den Ketten des Geldes, Flensburger–Hefte–Verlag, Flensburg 2013, ISBN 978-3-935679-81-7
- Meine Welt, Wirtschaft und Geld, Flensburger–Hefte–Verlag, Flensburg 2012, ISBN 978-3-935679-78-7
- Feuer In Tschernobyl, Flensburger–Hefte–Verlag, Flensburg 1994, ISBN 978-3-926841-58-2
- Das Judasproblem, Flensburger–Hefte–Verlag, Flensburg 1991, ISBN 978-3-926841-38-4